# ロンドン・ダンジョン
ロンドン・ダンジョンとは、ロンドンにある観光名所のテーマパークである。ダンジョンでの絞首台などロンドンの歴史的な血なまぐさい、ぞっとする出来事を観衆向けにユーモアを交えて再現している。俳優の生演技、特殊効果、乗り物に乗りながら巡るなどのアトラクションを提供している。
1974年に開館、最初は「恐怖の歴史博物館」として始まったが、俳優主導・観客参加体験型のテーマパークに変化していった。運営はマーリン・エンターテイメンツが行っている。2013年、ロンドン・アイ、カウンティ・ホールに近いツーリー・ストリートに移設された。
18の演目、20人の俳優、2台の乗り物を呼び物にしている。観光客は、特殊効果が組まれた舞台で俳優が演じる悪名高い「切り裂きジャック」、スウィーニー・トッドや、ペスト流行期のペスト医師、火薬陰謀事件の拷問官・裁判官等に会い歴史的な裁判などの体験をすることができる。絞首台にちなんだフリーフォール、ソニー・ビーンが住む洞窟内巡りボートなどの乗り物が用意されている。

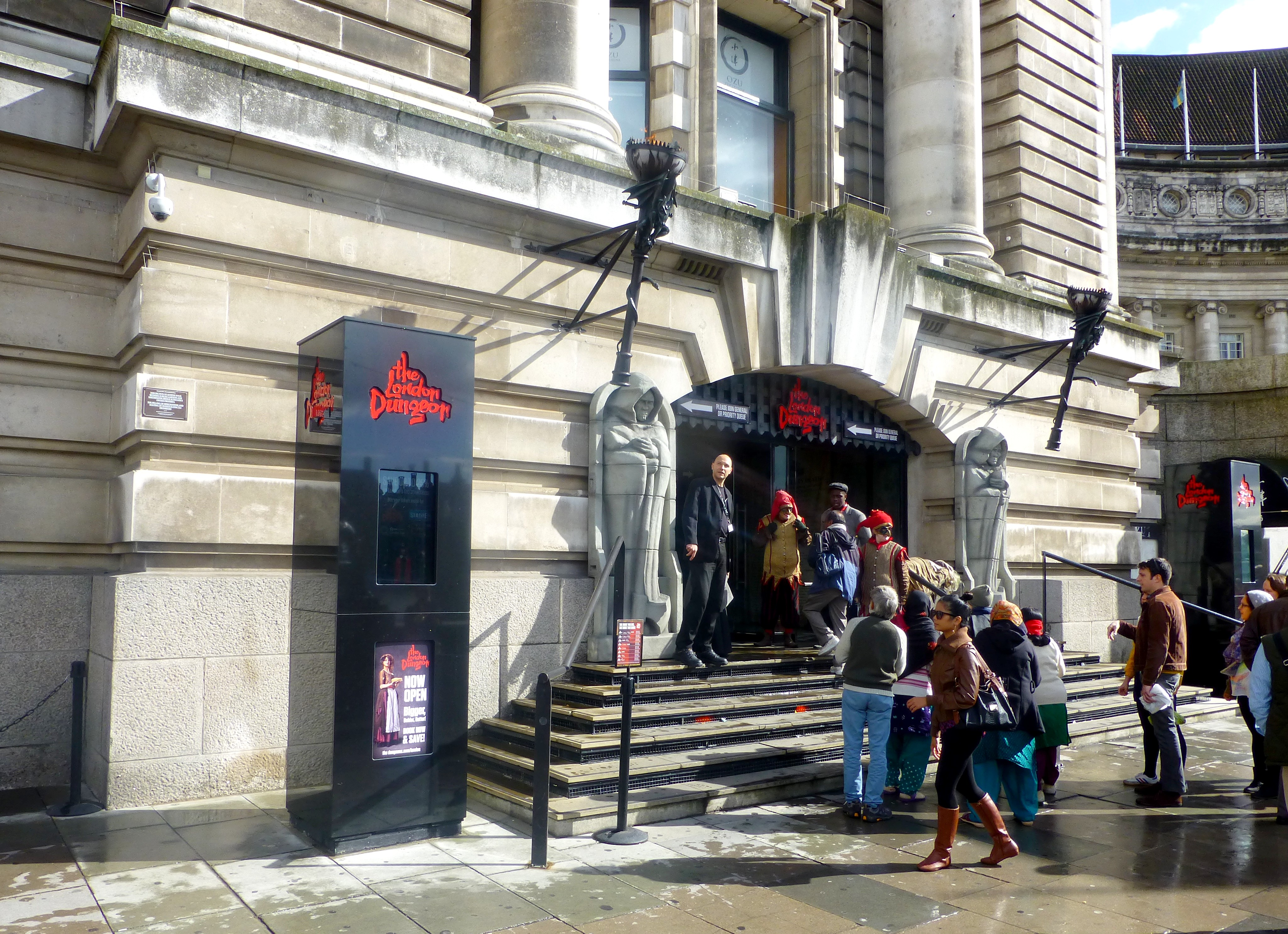
ロンドン・ダンジョン 2013年